# Gilles Lebreton
Pour les articles homonymes, voir Lebreton.
Gilles Lebreton, né le 11 octobre 1958 à Brest (Finistère), est un juriste et homme politique français.
Membre de SIEL puis du Front national (devenu Rassemblement national en 2018), il est député européen de 2014 à 2024 et conseiller municipal de Montivilliers de 2014 à 2020.

## Biographie

### Études et vie professionnelle
Il est docteur en droit public de l'université Paris-II en 1987 et en philosophie de l'université Paris-IV en 1988. Il est professeur agrégé de droit public à l’université du Havre depuis 1990. Il a exercé dans cette université diverses responsabilités, dont celle de doyen de 1995 à 2000, de directeur de laboratoire de recherche de 2000 à 2011, et de membre du conseil d’administration de 1995 à 2012.
Il est l'auteur d’une quinzaine d'ouvrages juridiques. Il est chevalier dans l'ordre national du Mérite et officier dans l’ordre des Palmes académiques.
En 2011, les membres du Groupe de recherche et d'études en droit fondamental, international et comparé (GREDFIC) de l'université du Havre obtiennent sa démission après sa nomination en qualité de conseiller de Marine Le Pen. Les mêmes universitaires l'élisent et le réélisent toutefois président de la section droit de 2013 à 2017[réf. nécessaire].

### Parcours politique
Il effectue son premier engagement politique en adhérant en 2000 au Rassemblement pour la France (RPF), dirigé par Charles Pasqua et Philippe de Villiers.
Il fait campagne pour Jean-Pierre Chevènement pour l'élection présidentielle de 2002. Il explique avoir été « déçu par Chevènement durant la campagne de 2002, qui a délaissé le positionnement gaulliste et gauchisé son discours. Son électorat de droite l’a lâché. Il n’a pas réussi à créer un souverainisme de gauche, il fallait rompre avec le PS fédéraliste, il n’a pas franchi le Rubicon ».
Membre de Souveraineté, indépendance et libertés (SIEL) dès sa création en 2012, il en est le vice-président d'avril 2013 à novembre 2014, date à laquelle il quitte la formation, devenue trop identitaire à son goût, pour le Front national (FN)[réf. nécessaire]. Gilles Lebreton devient membre du bureau politique du FN le 1er décembre 2014, puis, le mois suivant, délégué territorial du parti pour les 13 départements de la circonscription Ouest (Bretagne, Pays de la Loire, Poitou-Charentes).
Il est conseiller politique de Marine Le Pen pour l'enseignement supérieur d’octobre 2011 à janvier 2015. Il est membre de son conseil stratégique pour la campagne présidentielle de 2017. Il est son « référent » sur l'enseignement supérieur et sur l'agriculture lors de la campagne présidentielle de 2022.
Sous les couleurs du Rassemblement bleu Marine (RBM), qui réunit notamment le Front national et le SIEL, il est candidat aux élections législatives de 2012, puis est élu conseiller municipal de Montivilliers, en mars 2014.
Tête de liste dans la circonscription Ouest, Gilles Lebreton est élu député au Parlement européen lors des élections de mai 2014. Il est membre de la commission des affaires juridiques et membre suppléant de la commission des libertés civiles, de la justice et des affaires intérieures.
À l'automne 2017, il coordonne la rédaction en petit comité d'une ébauche de « traité simplifié » dans le but de construire une « alternative à l’Union européenne », évoquant un « chemin médian » « entre le choix d’une UE inchangée et des nations isolées et repliées sur elles-mêmes ». En janvier 2019, L'Opinion indique qu'il « a contribué aux nouvelles orientations européennes du parti depuis l’été 2017 ».
En février 2018, il succède à Édouard Ferrand à la tête de la délégation FN au Parlement européen.
Il figure en 11e position sur la liste du RN pour les élections européennes de 2019 et est réélu. Il est membre de la commission des affaires juridiques et de la commission de l'agriculture et membre suppléant de la commission des affaires constitutionnelles.
Il est l'auteur d'un rapport sur l'utilisation de l'intelligence artificielle dans les domaines militaires et régaliens qui a été adopté par le Parlement européen, le 20 janvier 2021, par 364 voix contre 274. Il y recommande notamment de n'utiliser les systèmes d'armes létales autonomes (SALA, dits « robots-tueurs ») qu'en « dernier recours », toujours sous un contrôle humain, et dans le strict respect du droit humanitaire et des conventions de Genève de 1949.
En froid avec Jordan Bardella, il est écarté du Bureau national du RN en novembre 2022 et décide de ne pas être candidat aux élections européennes de 2024.
Il est l'auteur de deux rapports législatifs sur la protection des dessins et modèles qui ont été adoptés par le Parlement européen, le 14 mars 2024, à une large majorité.
Décrit comme le député RN le plus actif au Parlement européen, il n'est pas reconduit pour les élections de 2024. Selon Le Monde, il lui était reproché, de par son travail au sein des commissions, « d'amoindrir l’alibi du "cordon sanitaire" et d’être amené à voter certains textes de compromis, ce qui peut coûter politiquement ».

### Ligne politique
Dans Libertés publiques et droits de l'homme (éd. de 2008), il regrette que certains responsables du Front national citent le juriste et philosophe allemand Carl Schmitt, en dénonçant le « danger à l'égard des libertés publiques » que constitue la pensée de cet auteur, qu'il qualifie de « philosophie de l'exclusion ». Dans un entretien de 2014, il estime toutefois que le Front national « a considérablement évolué ces dernières années » et qu'il a abandonné cette référence.
En 2017, il provoque le départ du FN de Florian Philippot en l'accusant, dès le mois de mai dans les médias puis lors du bureau politique du 18 septembre, d'avoir trahi Marine Le Pen en créant l'association les « Patriotes ». La même année, il se démarque de la ligne philippiste du « Frexit » en diffusant en juillet des « Propositions pour l'avenir du Front national » dans lesquelles il prône le ralliement à une « Europe des nations et des libertés ».
En mars 2020, dans le contexte de la pandémie de la covid-19, il est le seul signataire français d'une lettre signée par 37 députés européens et adressée aux présidents des trois institutions européennes, qui appelle à « reporter les nouvelles législations dans le cadre d’initiatives telles que le « Green Deal » européen ».
Il contribue, sur les questions agricoles et environnementales, à amener le RN à se rapprocher des positions de la FNSEA, notamment concernant la défense des herbicides et des néonicotinoïdes. Il s'est opposé à la Loi européenne sur la restauration de la nature, au nom notamment de la défense de l’agriculture intensive, et a déposé un amendement pour supprimer l’inscription de la protection de l’environnement parmi les « principales priorités pour l’avenir de l’agriculture de l’Union européenne ».
A la fin de son mandat, il publie deux livres. Dans le premier, il explique que sa ligne politique a consisté à promouvoir un « nationalisme à visage humain ». Et dans le second, il dévoile son projet de traité visant à transformer l'Union européenne en une « Europe à la carte », dans laquelle chaque État membre pourrait protéger ses intérêts vitaux.

## Ouvrages
- Droit administratif général : l'action administrative, t. I, Paris, Armand Colin, coll. « Cursus : droit et science politique », 1996, 255 p. (ISBN 2-200-01459-7)
- Droit administratif général : le contrôle de l'action administrative, t. II, Paris, Armand Colin, coll. « Cursus : droit et science politique », 1996, 216 p. (ISBN 2-200-01460-0)
- Dir., Les Droits fondamentaux de la personne humaine en 1995 et 1996, Paris, L'Harmattan, 1998, 219 p. (ISBN 2-7384-6749-0)
- L'Évolution des droits fondamentaux de la personne humaine en 1997 et 1998 : [actes de la journée d'étude, 20 mai 1999, Faculté des affaires internationales], Paris, L'Harmattan, 2000, 249 p. (ISBN 2-7384-9675-X, lire en ligne)
- Regards critiques sur l'évolution des droits fondamentaux de la personne humaine en 1999 et 2000 : [actes de la journée d'étude, 17 mai 2001, Faculté des affaires internationales, Le Havre], Paris, L'Harmattan, 2002, 289 p. (ISBN 2-7475-2613-5)
- Interrogations sur l'évolution des droits fondamentaux de la personne humaine en 2001 et 2002 : [actes de la journée d'étude, 15 mai 2003, Faculté des affaires internationales, Le Havre], Paris, L'Harmattan, 2004, 249 p. (ISBN 2-7475-6635-8)
- Dir., Valeurs républicaines et droits fondamentaux de la personne humaine en 2003 et 2004, Paris, L'Harmattan, 2006, 199 p. (ISBN 2-296-01236-1)
- Dir. avec Jean Foyer et Catherine Puigelier, L'Autorité, Paris, PUF, coll. « Cahiers des sciences morales et politiques » (no 29), 2008, VIII + 328 (ISBN 978-2-13-056632-8)
- Libertés publiques et droits de l'homme, Paris, Armand Colin, coll. « U : droit », 2008, 572 p. (ISBN 978-2-247-08120-2)
- Dir., Crises sociales et droits fondamentaux de la personne humaine, Paris, L'Harmattan, 2009, 280 p. (ISBN 978-2-296-10481-5)
- Dir., Sarkozysme et droits fondamentaux de la personne humaine, Paris, L'Harmattan, 2011, 338 p. (ISBN 978-2-296-54577-9)
- en collaboration avec J. Bouveresse, C. Puigelier et C. Willmann, La Dispute, Bruxelles, Bruylant, 2011, 262 p. (ISBN 978-2-8027-3491-8)
- Dir., La Démocratie participative : enjeux et réalités : France, Brésil, Chine, Suisse, Union européenne, Paris, L'Harmattan, 2013, 268 p. (ISBN 978-2-336-00719-9, lire en ligne)
- Dir., Crises d'identité et droits fondamentaux de la personne humaine : réflexions sur le questionnement identitaire contemporain, Paris, L'Harmattan, 2014, 279 p. (ISBN 978-2-343-02225-3)
- Droit administratif général, Paris, Dalloz, coll. « Cours », 2023, 660 p. (ISBN 978-2-247-22692-4)